# Alexandre Oustiougov
Pour les articles homonymes, voir Oustiougov.
 (mars 2025).
 (mars 2025).
La mise en forme du texte ne suit pas les recommandations de Wikipédia : il faut le « wikifier ».
Les points d'amélioration suivants sont les cas les plus fréquents. Le détail des points à revoir est peut-être précisé sur la page de discussion.
- Les titres sont pré-formatés par le logiciel. Ils ne sont ni en capitales, ni en gras.
- Le texte ne doit pas être écrit en capitales (les noms de famille non plus), ni en gras, ni en italique, ni en « petit »…
- Le gras n'est utilisé que pour surligner le titre de l'article dans l'introduction, une seule fois.
- L'italique est rarement utilisé : mots en langue étrangère, titres d'œuvres, noms de bateaux, etc.
- Les citations ne sont pas en italique mais en corps de texte normal. Elles sont entourées par des guillemets français : « et ».
- Les listes à puces sont à éviter, des paragraphes rédigés étant largement préférés. Les tableaux sont à réserver à la présentation de données structurées (résultats, etc.).
- Les appels de note de bas de page (petits chiffres en exposant, introduits par l'outil «  Source ») sont à placer entre la fin de phrase et le point final[comme ça].
- Les liens internes (vers d'autres articles de Wikipédia) sont à choisir avec parcimonie. Créez des liens vers des articles approfondissant le sujet. Les termes génériques sans rapport avec le sujet sont à éviter, ainsi que les répétitions de liens vers un même terme.
- Les liens externes sont à placer uniquement dans une section « Liens externes », à la fin de l'article. Ces liens sont à choisir avec parcimonie suivant les règles définies. Si un lien sert de source à l'article, son insertion dans le texte est à faire par les notes de bas de page.
- La présentation des références doit suivre les conventions bibliographiques. Il est recommandé d'utiliser les modèles {{Ouvrage}}, {{Chapitre}}, {{Article}}, {{Lien web}} et/ou {{Bibliographie}}. Le mode d'édition visuel peut mettre en forme automatiquement les références.
- Insérer une infobox (cadre d'informations à droite) n'est pas obligatoire pour parachever la mise en page.

Pour une aide détaillée, merci de consulter Aide:Wikification.
Si vous pensez que ces points ont été résolus, vous pouvez retirer ce bandeau et améliorer la mise en forme d'un autre article.
Alexandre Sergueïevitch Oustiougov (en cyrillique : Алекса́ндр Серге́евич Устю́гов), né le 17 octobre 1976 à Ekibastouz (oblast de Pavlodar en URSS), est un acteur de théâtre, de cinéma et de télévision russe, également metteur en scène et musicien.

## Biographie
Alexandre Oustiougov naît à Ekibastouz toute nouvelle ville minière en république socialiste soviétique du Kazakhstan où il effectue toute sa scolarité; ensuite, il entre dans une école professionnelle secondaire où il est diplômé avec félicitations en tant qu'électrotechnicien des mines. Il travaille quelque temps dans une mine de charbon . De l'âge de onze ans à l'âge de dix-sept ans, il fréquente aussi une école d'art en plus de sa scolarité. Après ses études secondaires professionnelles, il part poursuivre ses études à Omsk à l'académie d'État des transports, prenant la spécialisation d'ingénieur de construction de wagons. Il suit trois semestres en cours du jour, puis suit les cours par correspondance après avoir été accepté comme électricien au théâtre Tiouz d'Omsk. Ensuite il intègre la troupe du théâtre. Le public d'Omsk se souvient de sa prestation dans le rôle de Donald Backer dans la pièce « Ces papillons libres » de Leonard Hersch. En 1996, il entre au collège régional de culture et d'art d'Omsk dans la classe de Mme Mikhaïlova; après son diplôme, il s'installe en 1999 à Moscou où il est intégré à l'institut d'art dramatique Boris Chtchoukine dans la classe de Rodion Ovtchinnikov.
Après les cours en 2003, il est admis à la troupe du théâtre académique de la jeunesse de Moscou, dont il fait toujours partie actuellement.

## Vie privée
En plus du théâtre, il apprécie la boxe, la photographie, la moto et la musique. Il a aussi comme passe-temps de restaurer des meubles anciens,.
Il a été marié de 2007 à 2015 avec l'actrice Ianina Sokolovskaïa dont il avait fait la connaissance lorsqu'ils étaient étudiants à l'école de théâtre Chtchoukine. Une fille, Evguenia, est née de cette union en 2007.

## Distinctions
- 2003 — Prix des débuts de Moscou «Московские дебюты» pour son rôle de l'ombre dans la pièce L'Ombre d'Evgueni Schwarz
- 2003 — Prix Tchaïka «Чайка» pour son rôle de l'ombre dans la pièce L'Ombre
- 2004 — Prix Tchaïka ex-aequo avec Irina Nizina pour son rôle dans L'Idiot
- 2005 — Grand-prix du festival Tvoï Chans (Ta chance) pour le spectacle Ces papillons libres «Эти свободные бабочки»

## Carrière

### Acteur de théâtre
- L'Idiot «Идиот» d'après Dostoïevski, mise en scène de Régis Obadia : Rojoguine
- Le Père Noël est une ordure «Дед Мороз — мерзавец», mise en scène Sergueï Aldonine : Katia (Jean-Jacques) en 2006-2007 au théâtre de l'Atelier de Moscou[5]
- Mouche-Cactus «Муха-Цокотуха», chorégraphie de V. Tzaptachvili : l'araignée
- L'Ombre «Тень» d'Evgueni Schwarz, mise en scène Youri Eriomine : Théodore-Christian, l'ombre
- Le Suicidé «Самоубийца» de Nikolaï Erdman, mise en scène Beniamine Smekhov : Kalabouchkine
- Roman avec cocaïne «Роман с кокаином» de M. Agueïev, mise en scène Oleg Rybkine : le médecin-chef
- Lorenzaccio «Лоренцаччо» d'Alfred de Musset, mise en scène Alexeï Borodine : le proscrit
- La Rive d'Utopie (The Coast of Utopia) «Берег Утопии» de Tom Stoppard (trilogie), mise en scène Alexeï Borodine : Ivan Sergueïevitch Tourgueniev
- «Rock’n’Roll Life» (concert) — guitare électrique, vocal

### Metteur en scène
- Ces papillons libres «Эти свободные бабочки» (au théâtre Tiouz d'Omsk)
- 2006 — Et les aurores ici sont calmes «А зори здесь тихие…» de Boris Vassiliev
- 2010 — La Jeune Fille du calendrier «Девочки из календаря»
- 2013 — Bonobo «Бонобо» de Laurent Baffie (au théâtre Top d'Omsk)

### Acteur de cinéma
- 2003 — Le Seigneur des ondes : le garde du corps
- 2003 — Le Code d'honneur Кодекс чести (série télévisée) : Matveï Salakhov, le tueur
- 2003 — Opération «Couleur de la Nation» (série télévisée) : Kolia
- 2004 — 2016 Les Guerres de flics Ментовские войны (série télévisée) : Roman Chilov
- 2005 — Les Aides de camp de l'amour Адъютанты любви (série télévisée, mélodrame historique) : Platon Platonovitch Tolstoï
- 2006 — Pierre le Merveilleux Петя Великолепный (série télévisée) : Piotr Kotelnikov
- 2006 — Compte à rebours Обратный отсчёт : le chauffeur de taxi
- 2007 — Autre Иное (série Le Pouvoir du désir «Сила желания») : Alexeï
- 2007 — Le Saboteur. La fin de la guerre Диверсант. Конец войны (série télévisée) : le voleur dit le Brun
- 2008 — Pères et Fils Отцы и дети d'après Pères et Fils de Tourgueniev : Bazarov, le nihiliste
- 2009 — Le Retour de Sindbad Возвращение Синдбада (série télévisée) : Maria Luis Ortega Falcon
- 2010 — La Protection de l'État Государственная защита : le réalisateur
- 2010 — Les Sœurs Koroliov Сестры Королёвы : Daniil Markovitch
- 2010 — Mon cher Дорогой мой человек (série télévisée) : le major Sergueï Kozyrev
- 2011 — Chagrins et Joies de Nadejda Печали–радости Надежды : Oleg
- 2012 — Un bonjour de la part de Katia Привет от Катюши : Alexandre Ermakov
- 2012 — Les Snipers : l'amour sous la menace d'une arme à feu Снайперы: Любовь под прицелом : Victor Soubbotine
- 2013 — Pars pour rester Уйти, чтобы остаться : Vladimir Morozov
- 2013 — Les Fleurs du mal Цветы зла (série télévisée) : Valery Finner, le psychologue
- 2013 — Mon nom est Chilov Моя фамилия Шилов : Roman Chilov
- 2014 — Coup de soleil Солнечный удар : l'officier de marine
- 2014 — L'Empreinte du tigre След тигра : Vlad Sajine, le chef de gang
- 2015 — La Peste Чума (série télévisée) : Tabak
- 2016 — Les 28 Hommes de Panfilov 28 панфиловцев : Ivan Moskalenko
- 2016 — Viking, la naissance d'une nation Викинг : le prince Yaropolk Sviatoslavitch
- 2016 — Le Transit d'or Золотой транзит (série télévisée) : Evseï
- 2017 — La Horde d'or Золотая орда (série télévisée) : le prince Yaroslav
- 2018-2019 - Mieux que nous / Лучше чем люди : Victor Toropov (série télévisée)
- 2019 — L'Union du salut (Союз спасения) de Andreï Kravtchouk : Alexeï Orlov
- 2020 — Neige blanche de Nikolaï Khomeriki
- 2023 : The Rage de Dmitri Diatchenko :
- 2024 : L'Amour de l'Union soviétique (Любовь Советского Союза) de Dmitri Iossifov (ru), Ilia Lededev et Nikita Vyssotski (ru)

### Réalisateur
- 2010 — La Protection de l'État Государственная защита (série télévisée, NTV)
- 2012 — Je sers l'Union soviétique Служу Советскому Союзу! (téléfilm, NTV), d'après le roman de Leonid Menaker
- 2015 — La Peste Чума (avec Alexeï Kozlov) (série télévisée, NTV)